# Rivière de Langonnet
La rivière de Langonnet est un cours d'eau affluent de la rive droite de la rivière Ellé. Son cours est long  de 16,54 km.

## Nom
Cette rivière doit son nom au fait qu'elle arrose le bourg de Langonnet . Elle est aussi appelée rivière du Pont Blanc, du nom du lieu-dit où elle se jette dans l'Ellé. Cette rivière était appelée dans divers aveux au XVIe siècle et au XVIIe siècle Staer Louhantec puis  Staer Lohantec. Le premier terme a le sens de rivière. Le second terme est composé de Louh, qui vient du vieux breton luh, étang, et de antec au sens obscure.

## Parcours
Cette rivière prend sa source sur le versant sud des Montagnes Noires, tout au nord de la commune de Langonnet, à proximité du village du Grand Borin et non loin du bois de Conveau. Son cours a une direction générale nord-sud mais la rivière décrit de grandes courbes, en particulier au niveau du lieu-dit moulin de Crouyère. Elle arrose le bourg de Langonnet. Elle s'oriente sur la toute fin de son parcours vers l'est avant de se jeter dans la rivière Ellé au lieu-dit Pont-Blanc, du nom d'un pont franchissant la rivière Ellé à cet endroit. Elle longe le territoire de la commune du Faouët sur les deux derniers kilomètres de son parcours.

## Affluents
Le SANDRE recense 6 affluents de la rivière de Langonnet d'une longueur égale ou supérieure à 1 km. Aucun ne porte de nom officiel. Le plus long d'entre eux, référencé J4714500, mesure seulement 3,69 km.

## Histoire
Un petit affluent de la rivière de Langonnet, dont le cours est barré, est à l'origine de l'étang de Langonnet, situé à proximité du bourg. Cet étang, ainsi que le moulin qui lui était associé, étaient autrefois la propriété de l'abbaye de Langonnet. Il couvrait une  surface de 100 journaux en  1550 et 1200 journaux en 1680.